# Comuna de Frombork
Frombork (polaco: Gmina Frombork) é uma gminy (comuna) na Polónia, na voivodia de Vármia-Masúria e no condado de Braniewski. A sede do condado é a cidade de Frombork.
De acordo com os censos de 2004, a comuna tem 3793 habitantes, com uma densidade 30,1 hab/km².

## Área
Estende-se por uma área de 125,82 km², incluindo:
- área agrícola: 42%
- área florestal: 20%

## Demografia
Dados de 30 de Junho 2004:
|                      | Total   | Total | Mulheres | Mulheres | Homens  | Homens |
| -------------------- | ------- | ----- | -------- | -------- | ------- | ------ |
|                      | pessoas | %     | pessoas  | %        | pessoas | %      |
| População            | 3793    | 100   | 1946     | 51,3     | 1847    | 48,7   |
| Densidade (pop./km²) | 30,1    | 100   | 15,5     | 15,5     | 14,7    | 14,7   |

De acordo com dados de 2005, o rendimento médio per capita ascendia a 2065,01 zł.

## Subdivisões
- Baranówka, Biedkowo, Bogdany, Drewnowo, Jędrychowo, Krzyżewo, Krzywiec, Narusa, Ronina, Wierzno Wielkie.

## Comunas vizinhas
- Braniewo, Krynica Morska, Młynary, Płoskinia, Tolkmicko